# 박세민
박세민(1958년 6월 5일 ~ )은 대한민국의 희극인, 영화 감독, 영화 배우, 방송 MC, 라디오 DJ, 작가, 가수이다.

## 주요 이력
1980년 MBC 영11에서 첫 데뷔한 그는 이후 '냉장고를 녹이는 뜨거운 남자 박세민입니다~' '윤발이라 불리는 남자 박세민입니다'라는 유행어를 대히트시켰고, 팝개그와 그림개그를 만들어 천재 코미디언이라는 인식을 심어주었다.

## 학력
- 경복고등학교 졸업
- 중앙대학교 예술대학 공예학과 시각디자인학과 학사

## 유행어
- 냉장고를 녹이는 뜨거운 남자 박세민입니다.
- 윤발이라 불리는 남자 박세민입니다.

## 영화
- 1987년 서울은 여자를 좋아해 영화에서 영화배우로 출연
- 1989년 신사동 제비로 감독 데뷔
- 1994년 토요일 밤부터 일요일 새벽까지 1 영화 감독
- 1995년 토요일 밤부터 일요일 새벽까지 2 영화 감독
- 1999년 8월 한국영화감독협회 특별회원이 아닌 정회원으로 입적
- 2020년 낮손님 영화 감독 밎 시나리오, 주연 (수민 역)

## TV 방송
- 1980년 MBC 영11
- 1981년 MBC 강변가요제
- 1984년 MBC 청춘만세
- 1986년 MBC 토요일 토요일은 즐거워 ((박세민의 비디오 * 팝 개그))
- 1986년 MBC 청춘만만세 ((팝비디오쇼))
- 1988년 MBC 일요일밤의 대행진
- 1989년 MBC 청춘행진곡 ((윤발이라 불리는 사나이))
- 1989년 MBC ? ((박세민 동물개그))
- 1990년 MBC 우정의 무대 ((우정내무반))
- 1992년 KBS2 지구촌 영상음악
- 2005년 MBC 문화사색
- 2006년 KBS 가족오락관 1077회
- 2008년 KBS 가족오락관 1198회
- 2008년 KBS 아침마당
- 2009년 SBS 도전1000곡
- 2009년 KBS 삶의 체험현장
- 2010년 KBS 진품명품
- 2010년 KBS 여유만만
- 2010년 MBC 기분좋은 날
- 2011년 MBC 히스토리 후
- 2011년 KBS 해피투게더 3 189회
- 2011년 MBC 세바퀴 98회
- 2011년 KBS 개그스타
- 2011년 KBS 추억이 빛나는 밤에
- 2011년 YTN 뉴스 & 이슈
- 2012년 JTBC 무비스타
- 2012년 SBS 자기야 - 백년손님 149회
- 2013년 SBS 도전 1000곡 243회, 244회
- 2013년 MBC 세바퀴 208회
- 2017년 MBC 기분 좋은 날 2575회

## TV MC
- 1986년 ~ 1989년 MBC TV 야! 일요일이다
- 1987년 ~ 1988년 MBC TV 젊음은 가득히
- 1993년 MBC TV 쇼! 스포츠
- 1995년 EBS 청소년 창작 가요제
- 1994년 ~ 1996년 EBS TV 아름다운 세상 커다란 꿈
- 1996년 ~ 1997년 KBS TV 게임천국 가상현실
- 1996년 ~ 1997년 KBS TV 연예가중계 비디오피아 진행
- 2003년 티브로드 주부가요열창
- 2016년 실버iTV 박세민의 성인토크쇼 49금

## 라디오 DJ
- 1990년 TBS 교통방송 9595쇼
- 1991년~1992년 CBS 가요산책
- 1993년 KBS 제2라디오 오후의 대행진
- 1994년 KBS 즐거운 오후 2시
- 1997년 TBS 가요운전석
- 1998년 광주교통방송 개국 광주 대행진
- 1998년 대전교통방송 개국 명랑 운전석
- 2007년 TBN 박세민, 김윤희의 싱싱 드라이브
- 2009년 경인방송 박세민의 2시의 스케치
- 2010년 TBN 박세민, 노유정의 신나는 운전석

## 광고
- 1984년 서울우유 서울우유 아이스크림
- 1985년 롯데 꼬깔콘 양념구이 (강석과 함께 출연)
- 1985년 삼양식품 금탑 삼양라면
- 1985년 삼양식품 삼양 컵라면
- 1985년 학원사 간추린 중학 문제집
- 1987년 농심 농심 콩사리와 팥사리
- 1987년 동아연필 동아 카세트 샤프
- 1987년 아모레퍼시픽 아몬밀과 메로밀
- 1987년 롯데삼강 삼강 스타바 (김혜선과 함께 출연)
- 1989년 롯데제과 ABC 초콜렛 (MBC 코미디언 식구들과 함께 출연)

## 저서
- 2012년《남자 여자를 벗기다》루시북스 출판사, 전자책

## 음반
- 2012년 <딸랑딸랑> 싱글앨범
- 2017년 <아가씨처럼 보여요> 싱글앨범

## 경력

### 시나리오 작가
- 1981년 MBC 두시의 데이트
- 1985년 MBC 팝개그 드라마
- 1994년 영화《토요일 밤부터 일요일 새벽까지》
- 2020년 영화《낮손님》

### 기타
- 2011년 경기국제공항전 홍보대사

## 기타
- 1980년대 이종환, 김광한, 김기덕, 신철과 함께 '3대 DJ'로 불렸다.
- 1980년대 팝송을 동음이의어로 사용하여 팝개그를 창시하였다.
- 1980년대 다양한 영상을 조합하여 만든 비디오개그를 선보였다.